# قهوة مستعملة

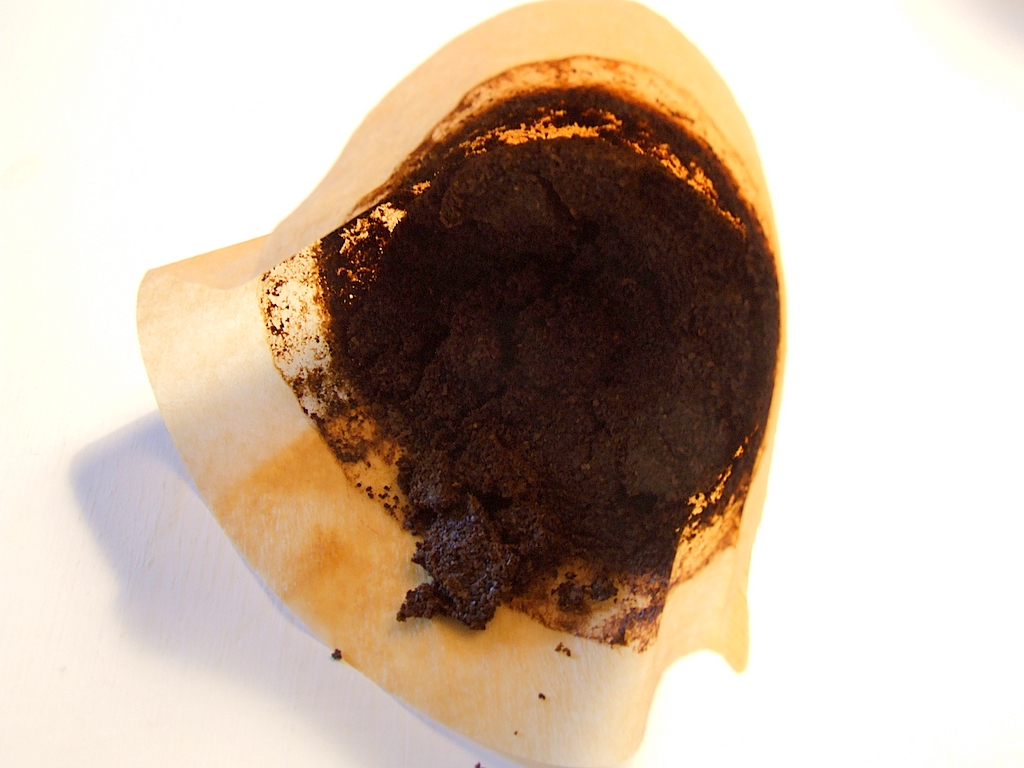

تعتبر القهوة المستعملة هي بقاية القهوة التي تم تحميصها. في أواخر القرن التاسع عشر، كانت تستخدم القهوة المستعملة لغش القهوة النقية. ونجحت المبادرات في استخدام البن لزرع قطر المحار. وللقهوة المستعملة استخدامات منزلية أخرى مثل تلطيخ الخشب، ومعطرات الهواء، وصابون تقشير الجسم. كما يمكن أيضًا استخدامها صناعيًا في إنتاج الغاز الحيوى أو لمعالجة مياه الصرف الصحى.

## في الحدائق
في الحدائق، يمكن استخدام القهوة المستعملة كسماد كما هو معروف أنها تضخ النيتروجين ببطء في التربة. وتتميز أيضًا القهوة بأنها غنية بالبوتاسيوم والمغنيسيوم والفوسفور.و تحظى القهوة المستهلكة  بتقدير خاص من الديدان والنبابات المحبة   للحمض مثل العنب البرى، على الرغم من أن الأحماض ترشح من الأرض أثناء استخدامها إلا أنها تمتلك هيدروجين محايد.من الملاحظ أن القهوة المستعملة تساعد على تعديل التربة. و وفقًا لتقرير المزارعين الذين أشاروا إلى أن القهوة المستعملة تستخدم كوسيلة لطرد الحلزون  ولكن هذا لم يتم اختباره علميًا بعد. و تقوم بعض المقاهى التجارية مثل ستاربكس بمبادرات لمنع القهوة المستعملة من التبديد بما في ذلك مشروع (قهوة مستعملة لحديقنك), ويوجد مبادارات أخرى ترعاها المجتماعات المحلية مثل: القهوة المستعملة إلى الأرض.